# Proteste in Arabia Saudita del 2011-2012
Le proteste in Arabia Saudita del 2011 si inseriscono nel contesto delle coeve proteste nel mondo arabo.
Le proteste lambiscono marginalmente l'Arabia Saudita, dove la minoranza sciita, delle regioni petrolifere orientali, mette in atto una manifestazione pacifica per chiedere la liberazione di attivisti reclusi. I promotori della protesta di un partito politico islamico vengono tratti in arresto.
Di ritorno dal Marocco dove era rimasto in convalescenza, re Abd Allah giunge il 23 febbraio a Riad e per l'occasione promette un pacchetto di sussidi da 35 miliardi di dollari a favore della popolazione del paese. Tra le misure previste, aiuti ai giovani disoccupati, prestiti per gli alloggi e aumenti di salariali del 15% per gli impiegati pubblici.
La protesta colpisce una monarchia già debole per problemi relativi alla successione al trono e per questioni sotto il profilo interno, che si aggiungono all'instabilità che potrebbe essere portata qualora violenti sommovimenti mettessero in forte agitazione la minoranza sciita.
Dopo che a fine febbraio oltre 100 intellettuali sauditi lanciano su internet un appello per riforme politiche, economiche e sociali, chiedendo in particolare la creazione di una "monarchia costituzionale", "la separazione dei poteri" e l'adozione di una costituzione, le autorità saudite, con il crescere del malcontento, valutano l'ipotesi di concedere il diritto di voto alle donne, senza però prevedere la loro eleggibilità.
Il 13 marzo l'Arabia Saudita invia le sue forze armate in Bahrein su richiesta della monarchia sunnita degli al-Khalifa, l'intervento delle truppe saudite per fronteggiare la rivolta dell'opposizione sciita, in Iran viene giudicato come una forte provocazione.
Il 25 settembre 2011 re Abd Allah ha annunciato che le donne potranno votare ed essere elette in politica a partire dal 2015.